# アリーン冷却器

アリーン冷却器。ジムロート冷却管と同様に、冷媒の水は玉の外側を流れる。

アリーン冷却器（アリーンれいきゃくき、英: Allihn condenser）とは、二重のガラス管の内側に蒸気を、外側に冷媒を通じるタイプの冷却器である。リービッヒ冷却器と同様の構造だが、内側の管がヒョウタンをいくつもつなげたような形をしていることが異なる。これによりリービッヒ冷却器よりも単位長さあたりの冷媒との接触面積が大きくなり、冷却効率を向上させている。
その形態から玉入り冷却器（たまいりれいきゃくき）とも呼ばれている。1886年にフェーリックス・リヒャルト・アリーン（独: Felix Richard Allihn）によって発表された。
ジムロート冷却器ほどの冷却効率はないが、内部の洗浄が容易なため昇華性の固体が冷却器内に析出してしまう可能性がある反応系での還流などに向いている。
蒸気の発生速度が大きいときには、冷却器内部には蒸気に支えられて液体がたまることがあるが、蒸気の噴出時に容易に圧力を逃がすので、リービッヒ冷却器のように上方に液体が噴出してしまうのを避けることができる。